# Aljassa
Genre
Aljassa est un genre d'araignées aranéomorphes de la famille des Anyphaenidae.

## Distribution
Les espèces de ce genre se rencontrent au Venezuela, en Colombie et au Pérou.

## Liste des espèces
Selon World Spider Catalog (version 17.5, 22/09/2016) :
- Aljassa annulipes (Caporiacco, 1955)
- Aljassa notata (Keyserling, 1881)
- Aljassa poicila (Chamberlin, 1916)
- Aljassa subpallida (L. Koch, 1866)
- Aljassa venezuelica (Caporiacco, 1955)

## Publication originale
- Brescovit, 1997 : Revisão de Anyphaeninae Bertkau a nivel de gêneros na região Neotropical (Araneae, Anyphaenidae). Revista Brasileira de Zoologia, vol. 13, suppl. 1, p. 1-187 (texte intégral).